# (11189) Rabeaton
(11189) Rabeaton est un astéroïde de la ceinture principale.

## Description
(11189) Rabeaton est un astéroïde de la ceinture principale. Il fut découvert le 17 août 1998 à Socorro (Nouveau-Mexique) par le projet LINEAR. Il présente une orbite caractérisée par un demi-grand axe de 2,30 UA, une excentricité de 0,14 et une inclinaison de 7,4° par rapport à l'écliptique.

## Compléments